# Kanton Valence-3
Kanton Valence-3 is een kanton van het Franse departement Drôme. Het kanton maakt deel uit van het arrondissement Valence.

## Gemeenten
Het kanton Valence-3 omvatte tot 2014 enkel een deel van de gemeente Valence, meer bepaald de wijken: 
- Chamberlière
- Le Plan
- Petit Charran
- Polygone

Na de herindeling van de kantons door het decreet van 20 februari 2014, met uitwerking op 22 maart 2015, omvat het de gemeenten:
- Beaumont-lès-Valence
- Beauvallon
- Montéléger
- Portes-lès-Valence
- Valence (zuidelijk deel)